# أر كيلي
ار كيلي (بالإنجليزية: R. Kelly)‏ واسمه الكامل روبرت سيلفستر كيلي هو مغن سول وهيب هوب أمريكي ولاعب كرة سلة سابق، ولد سنة 1967 في مدينة شيكاغو الأمريكية.
بدأ مسيرته الفنية الفردية بنجاح سنة 1992 بعد انفصاله عن مجموعة «بابليك اناونسمنت» عبر إخراجه الألبوم "12 Play" بعدها أصبح من أشهر وأهم مطربي العالم في مجال الهيب هوب.

## بداية حياته
ولد آر كيلي في شيكاغو، وكان روبرت سيلفيستر كيلي الولد الثالث من بين أربعة أطفال.

## وصلات خارجية
- أر كيلي على موقع IMDb (الإنجليزية)
- أر كيلي على موقع الموسوعة البريطانية (الإنجليزية)
- أر كيلي على موقع روتن توميتوز (الإنجليزية)
- أر كيلي على موقع ميوزك برينز (الإنجليزية)
- أر كيلي على موقع رولينغ ستون (الإنجليزية)
- أر كيلي على موقع أول موفي (الإنجليزية)
- أر كيلي على موقع إن إن دي بي (الإنجليزية)
- أر كيلي على موقع أول ميوزيك (الإنجليزية)
- أر كيلي على موقع ديسكوغز (الإنجليزية)
- أر كيلي على موقع ديسكوغز (الإنجليزية)